# Gaby Cárdeñas
María „Gaby” Cárdeñas (ur. 5 stycznia 1958, zm. 5 października 2022) – peruwiańska siatkarka. Reprezentantka kraju na igrzyskach olimpijskich w Montrealu i Moskwie. Srebrna medalistka mistrzostw świata w 1982 i igrzysk panamerykańskich w 1975. Medalistka mistrzostw Ameryki Południowej.